# Carl Toldt
Carl Toldt, född 3 maj 1840 i Bruneck, Sydtyrolen, Österrike död 13 november 1920 i Wien, var en österrikisk anatom, som blev professor i anatomi 1876 vid Karlsuniversitetet i Prag och 1884 vid Wiens universitet. Han invaldes som ledamot av Vetenskapssocieteten i Uppsala (1903) och Fysiografiska sällskapet i Lund (1906).

## Biografi

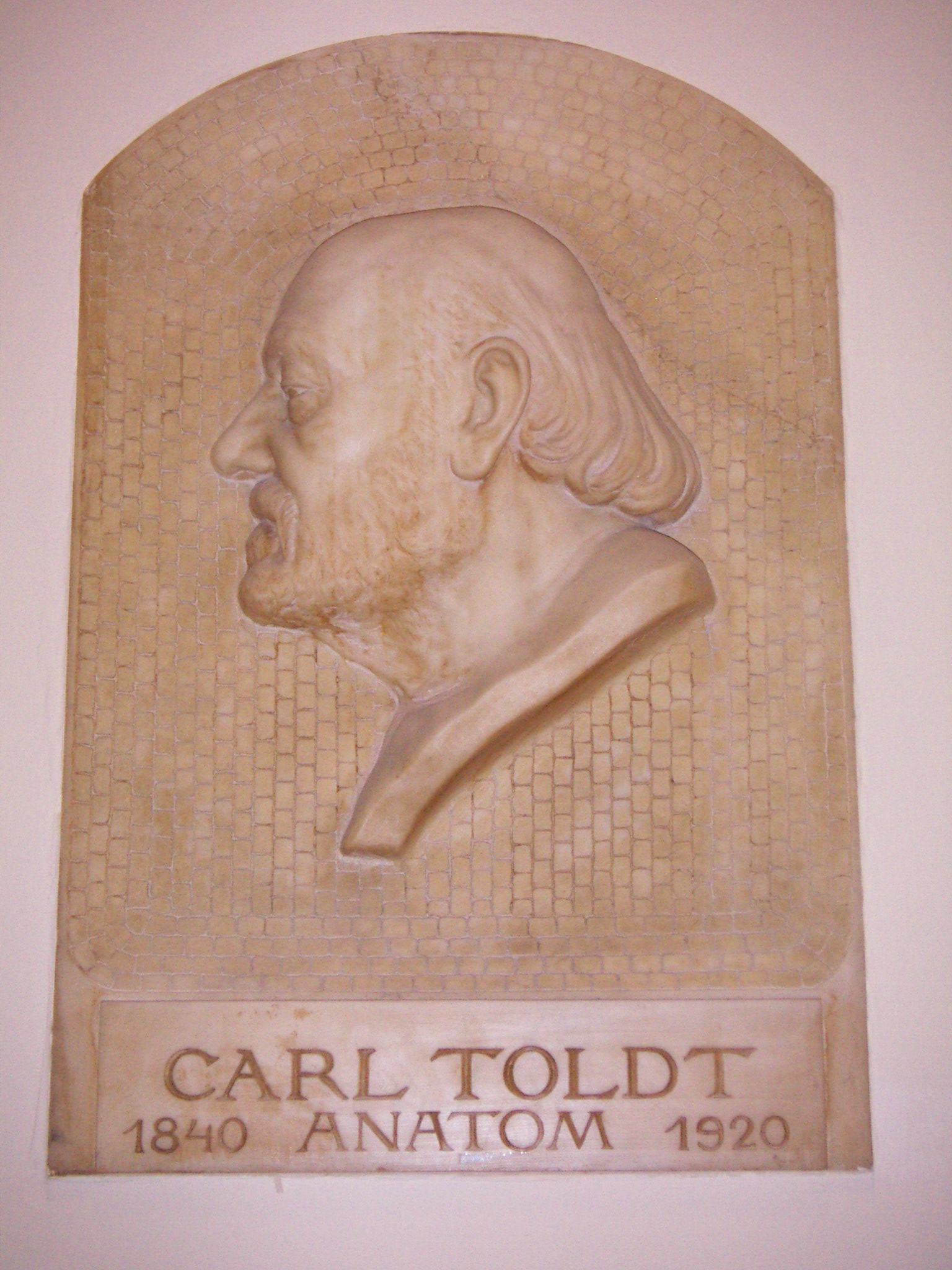
Carl Toldt, minnestavla på anatomiska institutet i Wien

År 1864 avslutade Toldt sina medicinska studier med en medicine doktorsexamen vid Universitetet i Wien. Efter sin habilitering utsågs han till professor i anatomi vid universitetet. År 1876 flyttade han en kort tid till Prag, men återvände till Wien samma år. År 1897 utsågs han till rektor för Universitetet i Wien. Han undersökte utvecklingen av formen på benkärnorna och bevisade att en faktisk hakbildning endast kan hittas hos människor (Toldtsches lag).
Efter Badeni-kravallerna betraktades Toldt som en ledande person för studenter ur Völkische Bewegung och försökte försvara rörelsens antisemitiska agitation. Dessutom förespråkade han idén att Wiens universitet var en plats för andra "nationer" i Österrike-Ungern, som dock måste vara under det "tyska kulturella företrädet". Efter sin pensionering fortsatte han att arbeta inom sitt expertområde. År 1905 utnämndes han till ledamot av riksrådet.

## Utmärkelser och hedersbetygelser
- Hedersdoktor vid Wiens universitet[3]

[Redigera Wikidata]
År 1887 valdes han till ledamot av den tyska vetenskapsakademin Leopoldina. En tid före sin död, den 15 juli 1920, antogs han som korresponderande ledamot av Preussiska vetenskapsakademin.
År 1932 fick Karl-Toldt-Weg i Wien-Penzing (14:e distriktet) sitt namn efter honom.